# Edir Macedo Bezerra
Pour les articles homonymes, voir Macedo et Bezerra.
Edir Macedo Bezerra, né le 18 février 1945 à Rio das Flores, est un pasteur chrétien évangélique charismatique brésilien. Il est le fondateur de l’Église universelle du royaume de Dieu et propriétaire du Record Group et de RecordTV, le deuxième plus grand diffuseur de télévision au Brésil. Il a fait construire à Sao Paulo le Temple de Salomon, la plus grande église d'Amérique du Sud.

## Biographie
Edir Macedo Bezerra est né dans une famille catholique. À l’âge 18 ans, il commence à fréquenter l’Igreja Cristã de Nova Vida, une église pentecôtiste, sur invitation de sa sœur et il expérimente une  nouvelle naissance . Puis il travaille quelques années pour la loterie nationale.
Sa fortune s'élève en 2015 à 1,9 milliard de reais, ce qui représente environ 450 millions d’euros. 
Elle est estimée en 2023 à plus de 1,2 milliard d'euros par le magazine Forbes, ce qui fait de lui l'un des hommes les plus riches du Brésil. Son biographe, Gilberto Nascimento, remarque qu'il est l'une des rares personnes dans le monde « à avoir sous sa domination une Église, un réseau télévisé, un parti politique et une banque ».

### Ministère
En 1975, avec Romildo Ribeiro Soares, il fonde l’église Cruzada Para o Caminho Eterno (« Croisade pour le chemin éternel »).  Puis les deux amis se séparent. Edir Macedo Bezerra fonde l'Église universelle du royaume de Dieu, le 27 juillet 1977,.
En 1989, il devient propriétaire de RecordTV après un achat de 45 millions de dollars .
Le 24 mai 1992, il est arrêté après un culte réalisé dans un temple de l'église et accusé de charlatanisme, détournements de fonds et crimes contre la bonne foi des fidèles. Onze jours après, il est acquitté.
Il fonde en 2005 le Parti républicain brésilien (PRB). Son neveu, Marcelo Crivella, est devenu maire de Rio de Janeiro en 2016 sous l'étiquette de ce parti.
En 2012, il publie son autobiographie « Rien à perdre » qui sera un best-seller au Brésil.
Il apporte son soutien au candidat d’extrême droite Jair Bolsonaro lors de l'élection présidentielle de 2018.

## Controverses
En 2009, l'EURD a été accusée de blanchiment d'argent par le Ministère des Affaires publiques brésilien,. Une enquête de dix ans a permis de découvrir les manipulations financières de l’Église. Des dons recueillis auprès des fidèles sont placés dans des banques privées à la fois à New York (via Invest Holding, une banque de prêt privée) et à Londres. L'argent est envoyé via Câble Invest, une banque privée située aux Îles Caïmans. Enfin, il est envoyé au Brésil par l'intermédiaire des sociétés de prêt nationales "Cremo" et "Unimetro", des banques prêteuses qui répartissent les fonds entre les dirigeants de Rede Record, qui à leur tour fournissent plus d'argent aux responsables de l'Église. Le 19 octobre 2010, le tribunal de justice de São Paulo (TJ-SP) a annulé, par un vote majoritaire, toutes les accusations portées par le ministère public de São Paulo contre l'Église et ses représentants. Les juges ont estimé que les procureurs de São Paulo n'avaient pas compétence pour enquêter sur l'affaire, car les accusations relevaient de la compétence fédérale.
Dans le contexte d'épidémie de Covid-19 en 2020, il appelle ses ouailles à « ne pas se préoccuper du coronavirus », la pandémie serait une « tactique » orchestrée par une alliance entre Satan, les médias et « les intérêts économiques » pour semer la « terreur ».
Inspiré par le pasteur américain Kenneth Hagin, il est accusé de prêcher à travers son église l'évangile de la prospérité.

## Lens externes
- (pt) Site officiel
- Notices d'autorité :   - VIAF
  - ISNI
  - LCCN
  - GND
  - Espagne
  - Pays-Bas
  - Pologne
  - Portugal
  - WorldCat